# Bodo Wißen
Bodo Wißen (* 16. März 1974 in Wesel) ist ein deutscher Politiker (SPD). Er war von 2005 bis 2010 Abgeordneter des nordrhein-westfälischen Landtags und dort verkehrspolitischer Sprecher der SPD-Fraktion.

## Schule, Ausbildung, Studium und Beruf
Bodo Wißen verließ 1991 die Hauptschule Rees mit der Mittleren Reife und der Qualifikation zum Besuch der gymnasialen Oberstufe. Von 1991 bis 1993 besuchte er das Berufsgrundschuljahr sowie die Kaufmännische Berufsschule. Im Jahr 1993 erlangte er den Abschluss als Verwaltungsfachangestellter. Von 1992 bis 1994 war er Anwärter im mittleren nichttechnischen Fernmeldedienst. Im Jahr 1994 erzielte er den Abschluss als Fernmeldeassistent z. A. Er arbeitete bei verschiedenen Fernmeldeämtern und mit deren Gründung für die Deutsche Telekom.
Ab 1993 ging er auf das Abendgymnasium und legte sein Abitur 1997 ab. Von 1998 bis 2003 studierte er die Fächer Geschichte und Politikwissenschaft an der Heinrich-Heine-Universität Düsseldorf. 2003 erlangte er den Abschluss eines Magister Artium (M.A.)
In den Jahren 2003 bis 2005 war Wißen bei der Deutschen Telekom AG als Sachbearbeiter und als Leiter Backoffice Team im Bereich Backoffice und Prozessmanagement tätig. Zur Wahrnehmung seines Mandates wurde Wißen beurlaubt. Ende 2010 schied er endgültig aus dem Dienst für die Deutsche Telekom AG aus.
Von 2010 bis 2013 war er im Ministerium für Bauen, Wohnen, Stadtentwicklung und Verkehr des Landes Nordrhein-Westfalen tätig. Im Juni 2013 wechselte Bodo Wißen als Leiter Fachpolitik / Referent für Bauen, Wohnen Stadtentwicklung und Verkehr an die Vertretung des Landes Nordrhein-Westfalen bei der Europäischen Union. Nach dem Ende der dreijährigen Abordnung kehrte Wißen Mitte 2016 aus Brüssel zurück und wurde als Referent und stellvertretender Referatsleiter an die Staatskanzlei des Landes Nordrhein-Westfalen in die Gruppe „Europäische Union“ abgeordnet. Seit März 2017 arbeitet er als Referent für das später so benannte Ministerium für Heimat, Kommunales, Bau und Gleichstellung des Landes Nordrhein-Westfalen.

## Parteipolitisches Engagement
Bodo Wißen ist seit 1997 Mitglied der SPD. Neben der Arbeit im Ortsverein der Reeser SPD war er in verschiedenen Funktionen bei den Jungsozialisten (Jusos) im Kreis Kleve tätig, zuletzt als Kreisvorsitzender. Von 2004 bis 2014 war er Mitglied im Vorstand des SPD-Unterbezirks Kreis Kleve und von 2008 bis 2014 Mitglied im Vorstand der SPD Region Niederrhein. Von 2012 bis 2014 war er Delegierter für den Parteikonvent. Für die Periode 2008 bis 2010 war Bodo Wißen in die Führungsakademie des Parteivorstandes der SPD berufen worden. 2005, 2010 und 2012 war Wißen Landtagskandidat und 2009 Landratskandidat der Kreis Klever SPD.

## Kommunalpolitisches Engagement
Von 1999 bis 2004 war er sachkundiger Bürger im Kreistag des Kreises Kleve. 2004 wurde er Mitglied des Kreistages Kleve. Die SPD-Fraktion im Kreistag des Kreises Kleve wählte ihn 2009 und 2012 zu ihrem stellvertretenden Vorsitzenden. Er war u. a. stellvertretender Vorsitzender des Ausschusses für Schule und Kultur und ordentliches Mitglied des Kreisausschusses. Mit Arbeitsaufnahme in Brüssel im Juni 2013 gab er sein Kreistagsmandat zurück. Im Jahr 2020 kandidierte er für das Amt des Bürgermeisters von Rees, unterlag jedoch Amtsinhaber Christoph Gerwers (CDU) im ersten Wahlgang. Gleichzeitig zog er über ein Direktmandat in den Stadtrat ein. Bodo Wißen kandidiert 2023 erneut um das Amt des Bürgermeisters der Stadt Rees, nachdem der Amtsinhaber Landrat des Kreises Kleve geworden ist.
Wißen ist Mitglied mehrerer sozialer und gesellschaftlicher Organisationen wie etwa der Gewerkschaft verdi sowie der Arbeiterwohlfahrt.

## Landtagsarbeit
Abgeordneter des Landtags Nordrhein-Westfalen war Bodo Wißen vom 8. Juni 2005 bis zum 8. Juni 2010. Er war Mitglied im Ausschuss für Bauen und Verkehr, verkehrspolitischer Sprecher und stellvertretender Vorsitzender des SPD-Arbeitskreises Bauen und Verkehr, im Ausschuss für Kommunalpolitik sowie Mitglied im Unterausschuss Landesbetriebe und Sondervermögen des Haushalts- und Finanzausschusses. Er war Mitglied in der Enquetekommission I zu den Auswirkungen längerfristig stark steigender Preise von Öl- und Gasimporten. Stellvertretendes Mitglied war Wißen im Ausschuss für Umwelt, Naturschutz, Landwirtschaft und Verbraucherschutz, im Ausschuss für Wirtschaft, Mittelstand und Energie sowie in der Enquetekommission II „Chancen für Kinder“. Bodo Wißen vertrat die SPD-Landtagsfraktion im Präsidium des Landkreistags NRW.